# Дэвис, Джозеф Станклифф
Джозеф Станклифф Дэвис (англ. Joseph Stancliffe Davis; 5 ноября 1885, Фрейзер, округ Честер, штат Пенсильвания, США — 23 апреля 1975, Лос-Альтос, штат Калифорния, США) — американский экономист, эмерит профессор экономики Стэнфордского университета, президент Американской экономической ассоциации в 1944 году, президент Американской статистической ассоциации в 1936 году.

## Биография
Джозеф родился 5 ноября 1885 года на маленькой ферме близ Фрейзера, округ Честер, штат Пенсильвания в семье Уильяма Хармара (умер в 1900 году) и Мэри Чарльз (Сиддал) Дэвис. Обучение проходил в государственной средней школе Пенсильвании, а в 1902 году закончил государственный Колледж Уэст-Честера. В 1902—1904 годах работал учителем в государственных школах Пенсильвании.
В 1908 году получил степень бакалавра искусств, а в 1913 году докторскую степень в Гарвардском университете. Был членом общества Пфи Бета Каппа, общества Дельта Эпсилон и общества Дельта Сигма Рхо.
Преподавательскую деятельность начал преподавателем экономики и социологии в Боудин-колледже в течение 1913 года, а затем в Гарвардском университете в качестве преподавателя в 1913—1917 годах и в качестве ассистента профессора экономики в 1917—1921 годах. В качестве профессора в 1921—1952 годах и директора Института исследования продовольствия Стэнфордского университета в 1937—1952 годах. В 1952 году вышел в отставку, став эмерит профессором Стэнфордского университета.
В 1918—1919 годах был помощником статистика в Американской комиссии по доставки в Лондон, а также редактором The Review of Economics and Statistics.
В 1924 году был членом Комиссии Дауэса по германским репарациям. В 1955—1958 годах член Совета экономических консультантов. В 1954 году стал почётным доктором гуманитарных наук в Колумбийском университете. Член и президент в 1944 году Американской экономической ассоциации, член и президент в 1936 году Американской ассоциации экономики сельского хозяйства, член и президент в 1936 году Американской статистической ассоциации, член совета директоров Совета социологических Исследований в 1924 году и в 1946—1948 годах, член Королевского Экономического Общества.

### Семья
Дж. Дэвис женился 31 августа 1916 года на Флоренции Харрис Даниэлсон (ум. 1974) из Коннектикута, у которых родились Кристина, Роберт Даниэлсон, Джозеф Станклифф-младший.